# كيم جونغ هيون (لاعب كرة قدم)
كيم جونغ هيون (3 يناير 1990 بكوريا الجنوبية - ) هو لاعب كرة قدم كوري جنوبي في مركز الوسط. لعب مع إف سي غيفو.

## وصلات خارجية
- كيم جونغ هيون على موقع رابطة كرة القدم اليابانية للمحترفين (اليابانية)
- كيم جونغ هيون على موقع قاعدة بيانات كرة القدم.إي يو (الإنجليزية)